# Escut de Mèxic
L'escut de Mèxic, creat arran de la independència el 1821, mostra una àguila daurada devorant una serp que subjecta amb la seva urpa, situada sobre un nopal o figuera de moro. Aquesta varietat mexicana de cactus sorgeix d'un pedestal format pels símbols asteques de la terra i l'aigua, i tot plegat està envoltat per una branca de roure i una de llorer, lligades per una cinta amb els colors de la bandera de Mèxic. Precisament l'escut es troba representat també a la porció central de la bandera mexicana.

## Orígens

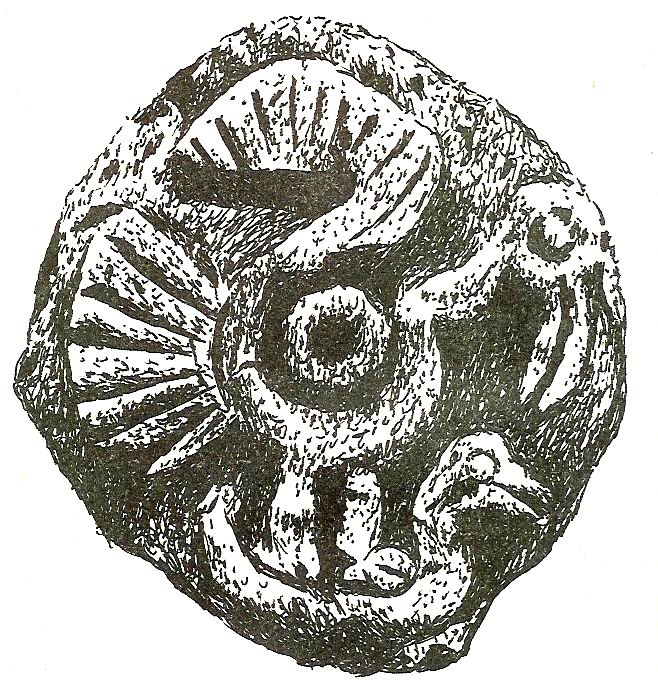
Petroglif trobat a Nayarit

A la localitat de San Felipe Aztatlan, dins l'estat de Nayarit, al segle xx es va trobar un petroglif que representa una àguila amb una serp entre les urpes, la qual cosa indica que l'ús d'aquesta imatge era habitual i més antic que l'arribada dels asteques al centre de Mèxic. D'acord amb les llegendes i tradicions que es van recopilar després de la conquesta espanyola, els asteques, que dominaven Mesoamèrica, una regió cultural que abastava la meitat del que avui és Mèxic i el nord de l'Amèrica Central, eren una tribu nahua provinent d'un poblat anomenat Aztlan, del qual es desconeix la localització exacta. Hi ha arqueòlegs i historiadors que creuen que Aztlan es trobava al nord de Mèxic, mentre que uns altres el situen a la part occidental, a l'estat de Nayarit, possiblement prop de San Felipe Aztatlan.
Els asteques havien sortit del poblat originari, segons les llegendes, obeint les ordres del seu déu, Huitzilopochtli, que els havia dit que al lloc on haurien de bastir la seva ciutat hi trobarien una àguila devorant una serp, com a senyal. Els asteques van emigrar a la regió central de Mèxic i van trobar l'àguila que devorava la serp sobre un nopal d'una petita illa al centre del llac de Texcoco. Obeint les ordres del déu, van bastir la ciutat a l'illa i van estendre els terrenys i les construccions sobre el llac amb un sistema de chinampas o illes artificials. Aquesta ciutat, Tenochtitlan, es convertiria en el centre del seu imperi i, abans de la conquesta, en la ciutat més poblada del món.

## Les modificacions a l'escut de Mèxic
L'escut va ser adoptat després de la independència, durant el primer Primer Imperi. L'àguila duia una corona, en representació de la monarquia parlamentària com a sistema de govern que havia adoptat la nova nació. Amb la dissolució de l'imperi es va eliminar la corona, encara que Maximilià I, arran de la creació del Segon Imperi, va canviar l'escut, que va timbrar amb una corona. Durant la presidència de Porfirio Díaz l'àguila tenia les ales esteses. Després de la Revolució Mexicana l'àguila es va col·locar de perfil. L'última modificació que es va realitzar, principalment en la qualitat dels colors utilitzats, va ser el 1968, en preparació per als Jocs Olímpics que se celebrarien a la Ciutat de Mèxic.

(1821-1823)
(1823-1864)
(1864-1867)
(1867-1893)
(1893-1916)
(1916-1934)
(1934-1968)
Escut actual, a partir de 1968

## Altres variants

Escut del Govern de Mèxic
Escut daurat presidencial